# Norman Felton
Norman Felton (* 29. April 1913 in London, England; † 25. Juni 2012 in Santa Barbara, in Kalifornien) war als ein Amerikaner geborener, britischer Fernsehfilmproduzent, bekannt für seine Mitarbeit in Fernsehsendungen, wie The Man from U.N.C.L.E. und Dr. Kildare, beide veröffentlicht auf dem Fernsehsender NBC.

## Leben
Felton wurde in London, in England, als der Sohn von John Felton, ein Lithograph, und Gertrude Anne Felton, einer Putzfrau, geboren. Felton verließ die Schule mit einem Alter von 13 Jahren, um arbeiten zu gehen. 1929 zog die Familie in die USA, wo sie sich in Cleveland, in Ohio niederließen. Felton brach seinen Job als LKW-Fahrer ab, um die The University of Iowa zu besuchen, wo er 1940 den Bachelor-Abschluss und im folgenden Jahr einen Meister erhielt. 1940 heiratete Felton Aline Stotts. Sie hatten gemeinsam drei Kinder.

## Karriere
Felton fing an, im Theater Regie zu führen, bevor er Produzent für Radiosender für NBC in Chicago wurde. 1950 zog er nach New York City, um dort Regie bei Live-Shows zu führen. 1959 gewann er einen Emmy für Robert Montgomery Presents.
Felton erlebte die Blütezeit seiner Karriere in den 1960er Jahren, als er sämtliche, klassische Fernsehserien, darunter The Man from U.N.C.L.E. und Dr. Kildare, produzierte.
Felton bot James Bond Schauspieler Ian Fleming an, in seiner Fernsehproduktion U.N.C.L.E., mitzuwirken. 1965 gewann Felton den Golden Globe für die Serie The Man from U.N.C.L.E und 1966 einen Emmy für dieselbe Serie.
Felton hielt einen Cameo-Auftritt in seiner Fernsehserie U.N.C.L.E. als Schachspieler in einer Partyszene in der ersten Episode, „The Giuoco Piano Affair“, inne.
Zu dieser Zeit war er außerdem Executive Producer von sämtlichen Fernsehserien, alle 1962 bis 1964 ausgestrahlt auf NBC: Wendell Corey, Jack Ging, Ralph Bellamy und The Eleventh Hour.
1975 produzierte er den Fernsehfilm Babe, für welchen er ebenfalls einen Emmy entgegennahm, und 1979 And Your Name Is Jona, ebenfalls ein Fernsehfilm. Er produzierte außerdem die Serien Hawkins, ein Drama, mit James Stewart in der Hauptrolle und die Prime-Time Soap Executive Suit.
1997 war er für sein Lebenswerk bei der Producers Guild of America nominiert.
Felton starb am 25. Juni 2012 in Santa Barbara, in Kalifornien mit einem Alter von 99 Jahren an Altersschwäche.

## Auszeichnungen
- Von den Death Penalty Focus Organisationen – Aline and Norman Felton Humanitarian Award[4]
- Producers Guild of America – Norman Felton, Produzent des Jahres